# Amy Roberts
Amy Rose Roberts (Llanelli, 24 december 1994) is een voormalig Britse baan- en wielrenster. Ze reed achtereenvolgens voor de ploegen Wiggle Honda, Wiggle High5 en Parkhotel Valkenburg.
Roberts nam namens Wales deel aan de Gemenebestspelen van 2014 in Glasgow. 
Amy is de oudere zus van wielrenster Jessica Roberts.

## Palmares

### Baanwielrennen
| Jaar     | BK       | EK                   | WK                                 | Overige                                    |
| Junioren | Junioren | Junioren             | Junioren                           | Junioren                                   |
| -------- | -------- | -------------------- | ---------------------------------- | ------------------------------------------ |
| 2012     |          | ploegenachtervolging | ploegenachtervolging · puntenkoers |                                            |
| Elite    |          |                      |                                    |                                            |
| 2012     |          |                      |                                    | WB Cali: 2e ploegenachtervolging           |
| 2013     |          |                      |                                    | WB Aguascalientes: 3e ploegenachtervolging |
| 2014     |          |                      |                                    | WB Guadalajara: 1e ploegenachtervolging    |

Barker · Bartelloni · Becker · Bronzini · Collins · Gilmore · Hagiwara · King · Kitchen · Roberts · Rowsell · Schnitzmeier · Trott · Villumsen
Barker · Bartelloni · Becker · Bertine · Bronzini · Collins · Fahlin · Gilmore · Hagiwara · King · Mullens · Roberts · Rowsell · Sanchis · Schnitzmeier · Trott · Villumsen
Abbott · Baker · Bronzini · Christian · Cordon · D'Hoore · Edmondson · Fahlin · Hagiwara · Hosking · King · Longo Borghini · Mullens · Roberts · Roe · Sanchis · Wiasak
Abbott · Bronzini · Christian · Cordon · D'Hoore · Edmondson · Garner · Hagiwara · Hosking · Johansson · King · Longo Borghini · Pieters · Roberts · Sanchis
Bronzini · Cordon · Cure · D'Hoore · Edmondson · Fahlin · G. Garner · L. Garner · Hagiwara · Johansson · Leth · Lichtenberg · Longo Borghini · Roberts · Sanchis
De Boer · Van der Burg · Buysman · De Gast · Van Gogh · Hoeksma · Raaijmakers · Roberts · De Ruiter · Solovej · Stougje · Uiterwijk Winkel · Van Veen · Wiebes